# محاصره بوسان
محاصره بوسان، نبردی در بوسان در ۱۳–۱۴، آوریل ۱۵۹۲، بین نیروهای ژاپنی و کره‌ای و اولین نبرد از تهاجم هیده‌یوشی به کره بود. این نبرد سرآغاز یک جنگ طولانی ۷ ساله در شبه‌جزیره کره بود.